# Легден
Легден (нім. Legden) — громада в Німеччині, знаходиться в землі Північний Рейн-Вестфалія. Підпорядковується адміністративному округу Мюнстер. Входить до складу району Боркен.
Площа — 56 км2. Населення становить 7342 ос. (станом на 31 грудня 2020).